# Тлисов, Артур Русланович
Арту́р Русла́нович Тли́сов (10 июня 1982, Черкесск) — российский футболист, полузащитник.

## Клубная карьера
Профессиональную карьеру начал в 1998 году в клубе «Нарт» из Черкесска, в 2000 году играл за «Центр-Р-Кавказ». В 2001 году перешёл в игравший тогда в Высшем дивизионе новороссийский «Черноморец», за который сыграл 22 матча и забил 1 мяч, после чего в 2002 году перешёл в ЦСКА, за основной состав которого сыграл 6 матчей, забил 1 мяч и стал вместе с командой чемпионом России 2003 года.
В 2004 году перешёл в «Кубань», за которую играет по сей день. Гол, забитый Тлисовым 29 июля 2007 года в матче 18-го тура Премьер-лиги в ворота клуба «Москва», был признан лучшим в сезоне 2007 года по версии телеканала «Спорт». В сезоне 2008 года провёл 41 матч в первенстве, в которых забил 7 голов, 2 игры в Кубке России и во второй раз в карьере стал серебряным призёром первенства. В 2009 году провёл 27 матчей в чемпионате, в которых забил 4 гола и одну игру в Кубке России.
12 июля 2009 года в матче 13-го тура чемпионата с клубом «Спартак-Нальчик» стал автором 3000-го гола «Кубани», забитого в ворота соперников в чемпионатах и первенствах СССР и России.
20 января 2010 года на совещании перед тренировкой на предсезонном сборе главный тренер «Кубани» Дан Петреску объявил, что Тлисов назначен капитаном команды, однако позже эта должность была передана Антону Григорьеву. Всего в том сезоне провёл 36 матчей, забил 1 гол и стал, вместе с командой, победителем Первого дивизиона.
2 апреля в домашней встрече 3-го тура чемпионата против «Спартака» Тлисов сыграл свой 100 матч в российской Премьер-лиге.
В декабре 2015 покинул «Кубань», ввиду завершения контракта и невозможности прийти к соглашению с руководством клуба по поводу нового договора.
Является рекордсменом «Кубани» по числу сыгранных матчей — 28-го апреля 2013 года в Краснодаре провёл 284-й матч за клуб против «Зенита».
С июля 2019 года выступает в составе возрождённой болельщиками и бывшими игроками клуба команды «Кубань».

## Достижения
ЦСКА
- Чемпион России (1): 2003

«Кубань»
- Победитель Первого дивизиона России (1): 2010
- 2-е место в Первом дивизионе России (выход в Высший дивизион) (2): 2006, 2008
- Финалист Кубка России (1): 2014/15

## Личная жизнь
двое дочерей и сын. .